# رودخانه ایرودو
رودخانه ایرودو (به لاتین: Irodo River) یک رود در ماداگاسکار است که در ماداگاسکار واقع شده‌است.